# W D Moore & Co Warehouse
Il WD Moore & Co Warehouse è un complesso edilizio di Fremantle sito in Henry Street. È stato inaugurato nel 1899 con una facciata in stucco ornamentale. Un negozio venne stabilito nel sito da Samuel Moore negli anni 40 del 1800. William Dalgety Moore in seguito vi stabilì un'azienda mercantile generale nel 1862. Il complesso dispone di residenza, magazzino, fabbrica stabile, uffici e negozi, costruiti tra il 1862 e il 1899, oltre a un supermercato al piano terra che è stato costruito in una data ignota, forse già nel 1844. Il complesso è stato registrato sul Registro delle Proprietà Nazionali nel 1978.
L'azienda si occupa di una vasta gamma di attività tra cui l'importazione, la trasformazione, la fabbricazione, la vendita al dettaglio e anche la distribuzione per corrispondenza. Le linee di marca Moore includono generi alimentari, birra, vino, farina, caffè e spezie, nonché ferramenta e equipaggiamento per miniere. In vari momenti storici è stata minacciata dagli incendi.
La famiglia Moore tentò originariamente di venderla nel 1952 vendendo infine i locali nel 1956 alla famiglia Stevenson, che operava come ditta di trasporti. Nel 1985 la Città di Fremantle ha acquistato la proprietà e l'ha restaurata tra il 1985 e il 1986 tramite una sovvenzione da parte del Governo del Commonwealth, come parte dei preparativi per la difesa della Coppa America. Da allora il complesso è stato utilizzato per eventi pubblici e mostre.